# David Eby
David Eby, né le 21 juillet 1977 à Kitchener (Ontario), est un avocat et un homme politique canadien. Il est premier ministre de la Colombie-Britannique depuis le 18 novembre 2022.
Il est député de la circonscription de Vancouver-Point-Grey à l'Assemblée législative de la Colombie-Britannique depuis 2013 sous la bannière du Nouveau Parti démocratique.

## Biographie
Lors des élections générales britanno-colombiennes de 2013, il est élu avec le Nouveau Parti démocratique de la Colombie-Britannique pour représenter la circonscription de Vancouver-Point-Grey à l'Assemblée législative de la Colombie-Britannique, devançant la première-ministre Christy Clark de 1 063 votes. Il est réélu lors des élections générales britanno-colombiennes de 2017. 
Le 11 mai 2011, lors d'une élection partielle dans la circonscription de Vancouver-Point-Grey, David Eby passe à près de 600 votes de battre Christy Clark qui vient de succéder à Gordon Campbell à la tête du Parti libéral de la Colombie-Britannique qui forme alors le gouvernement.
Du 18 juillet 2017 au 19 juillet 2022, il est procureur général de la Colombie-Britannique.

### Course à la chefferie du Nouveau Parti démocratique de la Colombie-Britannique
En 2022, il se présente comme candidat à la course de la chefferie du Nouveau Parti démocratique de la Colombie-Britannique pour succéder à John Horgan au poste de chef du parti et premier ministre de la Colombie-Britannique. Sa campagne tourne essentiellement sur la crise du logement et propose de nombreuses solutions.
Il est le seul candidat officiellement en liste puisque son opposante Anjali Appadurai, ancienne candidate néo-démocrate pour les élections fédérales canadiennes de 2021, est disqualifiée pour violation du règlement selon le président du parti. Il est déclaré vainqueur de la course et devient le nouveau chef du Nouveau Parti démocratique le 21 octobre et premier ministre de la Colombie-Britannique le 18 novembre.
Eby dévoile ses priorités pour ses 100 premiers jours au pouvoir donc le coût du logement, les pressions sur les services de santé ou encore l'impact des changements climatiques sur les communautés.